# Eric Olauson
Eric Olauson est un homme politique municipal et provincial canadien de la Saskatchewan. Il représente la circonscription de Saskatoon University à titre de député du Parti saskatchewanais de 2016 à 2020.

## Biographie
Avant son entrée à l'Assemblée législative de la Saskatchewan, Olauson entame une carrière politique en servant comme conseiller du district #8 au conseil municipal de Saskatoon de 2012 à 2016.

## Controverses

### Conduite avec les facultés affaiblies
Olauson est l'un des candidats en 2016 ayant déjà été accusé pour conduite avec les facultés affaiblies. Il est appréhendé en 1992 et en 1993 et cette information n'a pas été divulguée durant son mandat comme conseiller municipal.

### Médias sociaux
Peu après son élection, le Parti saskatchewanais a demandé à Olauson de mettre son activité sur les médias sociaux en veilleuse en raison d'approbation de pages à contenu inapproprié.